# Убийствен пъзел 7
„Убийствен пъзел“ (на английски: Saw 3D) е американски филм на ужасите от 2010 г. Премиерата му е на 29 октомври 2010 г. в САЩ, и ден по-рано в Австралия и Обединеното кралство. Според повечето критици това е най-слабият филм от поредицата. Въпреки че е предвиден като край на поредицата, през 2016 г. става ясно, че ще има продължение, което ще бъде с други герои, но ще зачита събитията от предишните филми. Работното име на предстоящия филм е "Saw: Legacy"("Убийствен пъзел: Наследство"). Световната му премиера ще бъде на 27 октомври 2017 г.

## Сюжет
Жестока битка се разразява за наследството на Пъзела. Група от оцелелите търсят помощта на Боби, който е инструктор по оцеляване. Но мрачните тайни на Боби ще отприщят нова вълна от насилие. Умопомрачение игри на Пъзела приключват в "Убийствен пъзел: Последната глава".

## Актьорски състав
- Тобин Бел – Джон Крамър
- Костас Мандилор – детектив Марк Хофмън
- Кари Елуис – д-р Лоурънс Гордън
- Бетси Ръсел – Джил Тък
- Шон Патрик Фланъри – Боби Дейгън
- Чад Донела – детектив Мат Гибсън